# Пламя (фильм, 1974)
«Пламя» — советский художественный фильм 1974 года, снятый на киностудии «Беларусьфильм».

## Сюжет
В основу сюжета фильма положены реальные события, происходившие в мае 1944 года на территории Белоруссии.
Фильм рассказывает о подвиге партизан во время наступления 1-го Белорусского и Прибалтийского фронтов в 1944 году в Белоруссии.
Январь 1944 года, под контролем партизан находится 60% Белоруссии. По приказу Гитлера против партизанских отрядов планируется организовать масштабное наступление. 
Для сдерживания карательного войска советское правительство решает направить в особую зону, находящуюся в тылу врага, 12 партизанских бригад под командованием Виктора Лагуна. Партизаны строят укрепления, роют траншеи и танковые рвы. 
Немецкий генерал-полковник Ганс Рейнгардт планирует уничтожить партизан за 10 дней, использовав при этом 6 дивизий, не считая охранных батальонов и полков СС. Советским партизанам предстоит вступить в неравную схватку с врагом, многократно превосходящим их как в численности, так и военной технике.

## В ролях
| Актёр                                     | Роль            |
| ----------------------------------------- | --------------- |
| Юрий Каюров                               | Лагун           |
| Леонид Неведомский                        | Калиновский     |
| Антанас Шурна                             | Погудалов       |
| Николай Еременко (ст.)                    | Член Ставки     |
| Михаил Глузский                           | Гузей           |
| Пётр Глебов                               | Суровцев        |
| Владимир Козел                            | Горбунов        |
| Евгений Шутов                             | Орлов           |
| Роман Хомятов                             | Зименко         |
| Афанасий Фёдоров                          | Того            |
| Виталий Базин                             | Антон           |
| Александр Харитонов                       | Иванька         |
| Татьяна Фёдорова                          | Алёна           |
| Владимир Ивашов                           | Король          |
| Андро Кобаладзе                           | Сталин          |
| Ханньо Хассе                              | Рейнгардт       |
| Генрикас Кураускас                        | Тейнкампфер     |
| Юозас Ригертас                            | Хассель         |
| Леонас Цюнис                              | Готтберг        |
| Виктор Тарасов                            | Пономаренко     |
| Бронюс Бабкаускас                         | Лявон           |
| Геннадий Гарбук                           | Одинец          |
| Геннадий Овсянников                       | Шабович         |
| Леонид Данчишин (озвучка Алексей Сафонов) | Красько         |
| Александр Кашперов (нет в титрах)         | адъютант Лагуна |
| Юрий Ступаков                             | Коваленко       |
| Михаил Матвеев                            | Мирон Живица    |
| Леонид Крюк                               | Бачило          |
| Валерий Карен                             | Баграмян        |

## Съёмочная группа
| Автор сценария       | Геннадий Буравкин, Фёдор Конев, Владимир Халип |
| Режиссёр-постановщик | Виталий Четвериков                             |
| Оператор-постановщик | Борис Олифер                                   |
| Композитор           | Алексей Муравлёв                               |
| Художник-постановщик | Евгений Игнатьев                               |

## Награды
- 1975 — 8 Всесоюзный кинофестиваль в Кишинёве: главный приз[1].

## Рецензия
Ольга Нечай. Народный подвиг // Советская Культура : газета. — 1975. — 21 февраля (№ 16). — С. 4.